# Spaceplan
Spaceplan — компьютерная игра 2017 года в жанре кликер, разработанная Джейком Холландсом и изданная Devolver Digital для платформ Windows, macOS, Android и iOS.

## Игровой процесс
Игрок находится на космическом корабле, движущемся по орбите вокруг таинственной планеты. Для ее изучения игроку нужно создавать и запускать на орбиту различные зонды и устройства из картофеля.

## Критика
Игра получила положительные отзывы критиков. На Metacritic рейтинг iOS-версии игры составляет 89 баллов из 100.